# Simon Langer
Pour les articles homonymes, voir Langer.
Simon Langer, né le 7 mars 1897 à Mackenheim en Alsace et mort le 12 octobre 1987 à New York, est un rabbin français d'origine alsacienne, rabbin de la Synagogue de la rue de Montevideo dans le 16e arrondissement de Paris, qui au début de la Seconde Guerre mondiale se retrouve à Marseille, où il agit comme aumônier, avant de quitter la France pour New York, où il sera rabbin de la synagogue Orach Chaim de Manhattan.

## Biographie
Simon Langer est le fils de Abraham Langer et de Esther Schechtel. Abraham Langer est le Hazzan de Mackenheim.

### Première Guerre mondiale
L'Alsace appartenant à l'Allemagne en 1914, il est mobilisé dans l'armée allemande lors de la Première Guerre mondiale. Il est stationné en Estonie

### Études
Il étudie en à Cologne, en Allemagne, à l'école normale du rabbin Emmanuel Carlebach, puis au Séminaire israélite de France (SIF), où il est le premier élève alsacien après la Première Guerre mondiale avec Abraham Deutsch. Il enseigne au SIF.

### Synagogue de la rue de Montevideo
Il devient rabbin de la synagogue de la rue de Montevideo dans le 16e arrondissement de Paris. Il est le rabbin de cette synagogue pendant 16 ans.
Il célèbre le mariage de son ami Joseph Weill avec Irène Schwab en avril 1928.

### Seconde Guerre mondiale
En 1939 et jusqu'en octobre 1940, il est un des 22 rabbins aumôniers militaire israélites dans l'armée française.

### Marseille
Renée Dray-Bensousan, en 2002, note : « Par ailleurs, l’organisation consistoriale alsacienne avait conservé le système concordataire, la loi de Séparation de 1905 ne s’étant pas appliquée en Alsace-Lorraine du fait de son appartenance à l’époque au Reich allemand ; le rattachement à la France en 1919 avait respecté cette originalité. C’est ainsi que les rabbins consistoriaux alsaciens repliés à Marseille, comme le grand rabbin René Hirschler ou Simon Langer, continuèrent à recevoir leur traitement de l’État vichyste ».

### New York
En juillet 1941, il quitte Marseille pour les États-Unis.
À Manhattan, il devient rabbin de la Synagogue Orach Chaim
,.
Avec le rabbin Jacob Kaplan, Simon Langer conduit les funérailles de la baronne Nelly de Rothschild, l'épouse du baron Robert de Rothschild, à New York, le jeudi 11 janvier 1945.

### Association pour le rétablissement des institutions et œuvres israélites en France (ARIF)
Il participe le 6 décembre 1941, à la réunion au domicile du baron Édouard de Rothschild à New York, pour venir en aide au Judaïsme français. C'est le début de l'Association pour le rétablissement des institutions et œuvres israélites en France (ARIF),,

### PaquebotÎle-de-France
Simon Langer supervise la cacherouth pour les repas servis sur le paquebot Île-de-France.

### Famille
À Bruxelles, Simon Langer épouse le 15 septembre 1925 Caroline Schweizer (1902-1990). Les Langer ont 4 enfants, dont André Langer,,.

## Œuvres
- Simon Langer. Allocution prononcée à l'occasion du 90e anniversaire de Monsieur le Rabbin Maurice Weiskopf. Paris, 1926[19],[20]
- (en) Simon Langer (1961). Reviewed Work: Commentary on the Pentateuch, Genesis. Exodus. Leviticus, Parts I and II by Samson Raphael Hirsch, Isaac Levy. Tradition: A Journal of Orthodox Jewish Thought. Vol. 3, No. 2 (SPRING 1961), pp. 233-238 ]

## Honneurs
- docteur honoris causa de l'Université Yeshiva, le 11 juin 1964[21]